# Wittekindsberg
Der Wittekindsberg ist ein 281,48 m ü. NN hoher Berg, der das Wiehengebirge nach Osten abschließt und zugleich die westliche Begrenzung des Weserdurchbruchs Porta Westfalica im nordrhein-westfälischen Kreis Minden-Lübbecke ist.
Auf dem Osthang des Wittekindsberges steht seit 1896 das Kaiser-Wilhelm-Denkmal, was ihn zu einer weithin bekannten Landmarke Ostwestfalens macht. Auf dem Berg befinden sich der Moltketurm und der Sender Wittekindsberg. Auf dem Übergangsbereich zum westnordwestlich anschließenden Häverstädter Berg (269,6 m) stehen die Kapelle Margarethenklus (Margarethenkapelle, Wittekindskapelle), die Wittekindsburg, die Kreuzkirche auf dem Wittekindsberg und die versiegte Wittekindsquelle.

## Geographie

### Lage
Der Wittekindsberg erhebt sich am Ostrand des Wiehengebirges im Osten des langgestreckten Natur- und Geoparks TERRA.vita, der bis kurz vor Bad Eilsen in das Wesergebirge reicht. Der Gipfel der direkt westlich vom Ortsteil Barkhausen der Stadt Porta Westfalica gelegenen Erhebung befindet sich 2,4 km westnordwestlich von Hausberge, dem Kernort der Stadt Porta Westfalica, und 5 km südsüdwestlich der Kernstadt von Minden. Direkt östlich der Erhebung befindet sich am Nordrand des Weserberglands und am Südrand der Norddeutschen Tiefebene direkt westlich das Durchbruchstal Porta Westfalica, durch das die Weser aus dem Bergland kommend in die Tiefebene einfließt. Der östlich gegenüber liegende Jakobsberg (235,2 m), der den westlichsten Berg des Wesergebirges darstellt, ist die östliche Begrenzung dieses Tals.

### Naturräumliche Zuordnung
Der Wittekindsberg gehört in der naturräumlichen Haupteinheitengruppe Unteres Weserbergland (Nr. 53) und in der Haupteinheit Östliches Wiehengebirge (532) zur Untereinheit Bergkirchener Eggen (532.3). Im Gegenuhrzeigersinn betrachtet fällt die Landschaft nach Norden in der Haupteinheit Lübbecker Lößland (533) in die Untereinheit Rothenuffelner Lößhang (533.3) ab und nach Südwesten in der Haupteinheit Ravensberger Hügelland (531) und in der Untereinheit Quernheimer Hügel- und Bergland (531.0) in den Naturraum Quernheimer Hügelland (531.01). Nach Südosten fällt sie in der Haupteinheitengruppe Oberes Weserbergland (Nr. 36), in der Haupteinheit Rinteln-Hamelner Weserland (366) und in der Untereinheit Wesertal (366.0) in den Naturraum Rehmer Talweitung (366.00) ab und nach Nordosten in der Haupteinheitengruppe Dümmer-Geestniederung (Nr. 58), in der Haupteinheit Mittleres Wesertal (583) und in der Untereinheit Obere Mittelweser (583.1) in den Naturraum Weser-Aue (von Minden bis Petershagen; 583.10).

### Berghöhe
Der Wittekindsberg, dessen Gipfelregion innerhalb des Rings der 280-m-Höhenlinie liegt, ist 281,48 m hoch. In topographischen Kartendiensten des Bundesamts für Naturschutz (BfN) ist auf der Erhebung die Höhenangabe „276,5“ zu finden.

## Schutzgebiete
Auf der Südflanke des Wittekindsberges liegen Teile des Naturschutzgebiets Wittekindsberg (CDDA-Nr. 166341; 1990 ausgewiesen; 113,77 km² groß). Auf der Nordflanke und Kleinteilen der Südflanke befinden sich Teile des Landschaftsschutzgebiets (LSG) Weser- und Wiehengebirge (CDDA-Nr. 555552728; 1992; 15,2108 km²) und auf unteren Teilen seiner Süd- und Südostflanke solche des LSG Südliche Weseraue (CDDA-Nr. 555552724; 1992; 22,0345 km²). Auf Großteilen des Berges liegen Teile des Fauna-Flora-Habitat-Gebiets Wälder bei Porta Westfalica (FFH-Nr. 3719-301; 14,75 km²).

## Bauwerke

### Kaiser-Wilhelm-Denkmal
Am Osthang des Wittekindsbergs erhebt sich auf etwa 210 m Höhe das Kaiser-Wilhelm-Denkmal an der Porta Westfalica, das 1896 zu Ehren des Kaisers Wilhelm I. errichtet wurde. Es ist ein beliebtes Ausflugsziel, weil die Aussicht Blicke auf Teile der umliegenden Gebirge, einen Abschnitt des Wesertals und einen südlichen Bereich der Norddeutschen Tiefebene bietet.

### Moltketurm
Etwa 1 km (Luftlinie) westlich des Kaiser-Wilhelm-Denkmals steht auf der höchsten Stelle des Wittekindsbergs (281,48 m) der 13,8 m hohe Moltketurm, der 1828/29 als Aussichtsturm „Wittekindsstein“ errichtet wurde und 1906 zu Ehren des Generalfeldmarschalls Helmuth Karl Bernhard von Moltke (1800 bis 1891) in Moltketurm umbenannt wurde. Von seiner Aussichtsplattform blickt man zum Beispiel auf Teile der umliegenden Gebirge, einen Abschnitt des Wesertals und einen südlichen Bereich der Norddeutschen Tiefebene.

### Wittekindsburg
Rund 450 m (Luftlinie) westlich des Moltketurms steht auf etwa 244 m Höhe die Wittekindsburg, eine ehemalige Fliehburg mit der inzwischen versiegten Wittekindsquelle. Innerhalb der großflächigen Wallburg wurde 1996 das Fundament der Kreuzkirche auf dem Wittekindsberg entdeckt, die von einem gläsernen Schutzbau überdacht ist. Nahe der Fundamente steht die Margarethenkapelle aus dem 12. Jahrhundert. Eine burgähnliche und 1896/96 innerhalb der Wallburg errichtete Ausflugsgaststätte zieht Wanderer und Spaziergänger an.

### Sendeturm
Auf dem Berg befindet sich der Sender Wittekindsberg, ein als freistehender Stahlfachwerkturm ausgeführter Sendeturm des WDR zur Verbreitung von Hörfunkprogrammen im UKW-Bereich.

## Wittekindsquelle
Die Wittekindsquelle auf dem Wittekindsberg ist bereits 1938 infolge von Bergbauarbeiten versiegt. Auch diese ehemalige Quelle wird auf das sogenannte Quellwunder zurückgeführt, das aus christlich-mystischer Sicht Widukinds Bekehrung ermöglichte. Die Quelle wurde im 19. Jahrhundert in Stein gefasst. Das Hufeisensymbol oberhalb des Quellgitters spielt auf ihre vermeintliche Entstehung an: Die Freilegung durch das Hufscharren bzw. den Huftritt von Widukinds Ross. Diese Begebenheit ist in dem Wittekinddenkmal dargestellt, das auf dem Herforder Wilhelmsplatz steht.

## Verkehrsanbindung
Nahe dem Wittekindsberg kreuzen sich die Bundesstraßen 61, 65 und 482, über die Anschluss an die unweit südlich verlaufenden Bundesautobahnen 2 und 30 besteht und über deren Nebenstraßen man zum Berg gelangen kann.
Außerdem ist der Wittekindsberg durch den Bahnhof Porta, der zur Stadt Porta Westfalica gehört und am östlichen Weserufer am Westfuß des Jakobsbergs steht, an das Eisenbahnnetz der Deutschen Bahn angebunden bzw. von dort kommend zu erreichen.

### Wanderwege
Über den Berg verlaufen der Wittekindsweg, der E11, der Sigwardsweg, der Mühlensteig und der Jakobs-Pilgerweg Minden-Soest. Nördlich verläuft am Bergfuß der Arminiusweg. Östlich verlaufen im Wesertal der Weserweg und der Wesergebirgsweg.

## Galerie

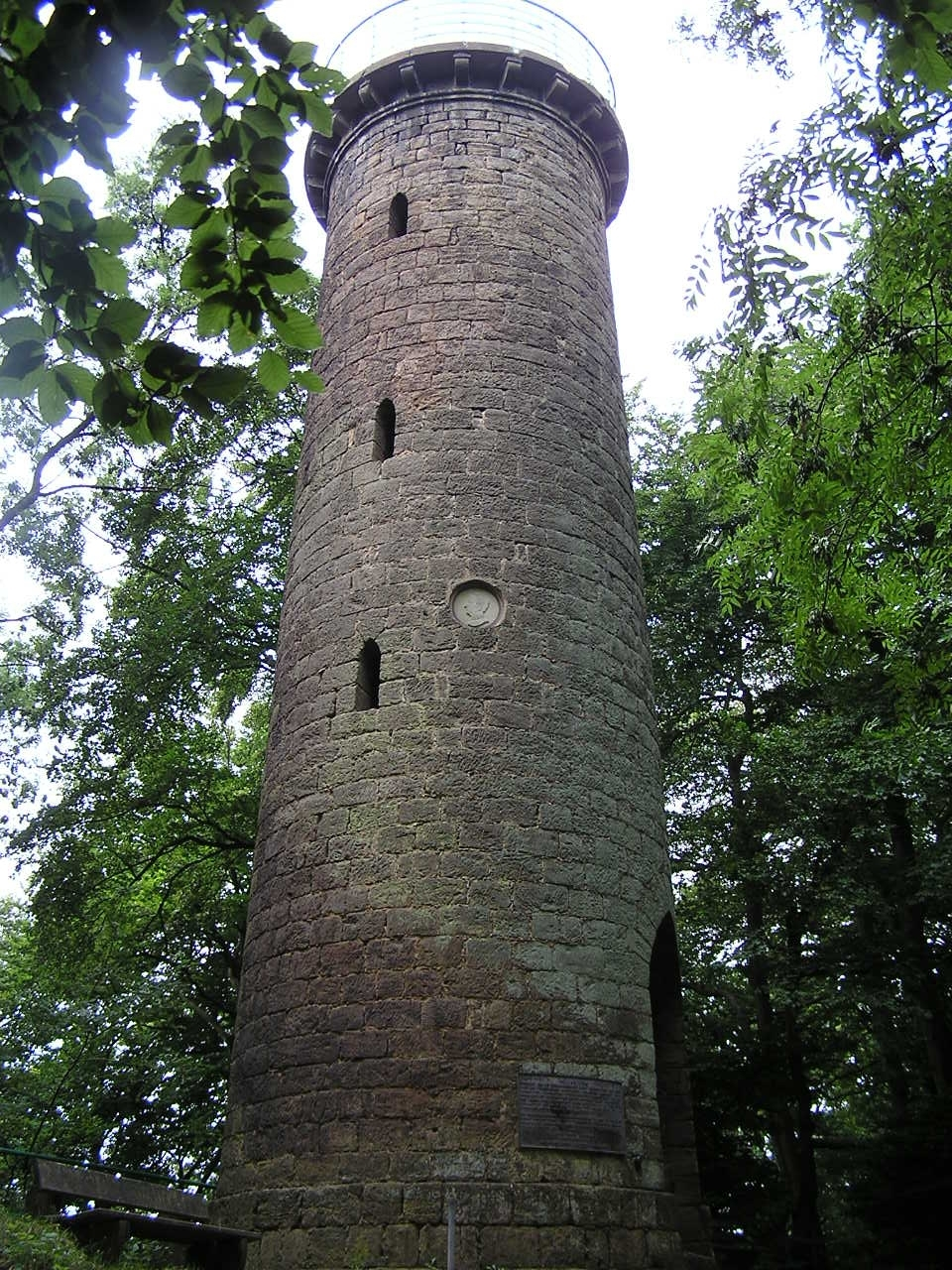
Moltketurm
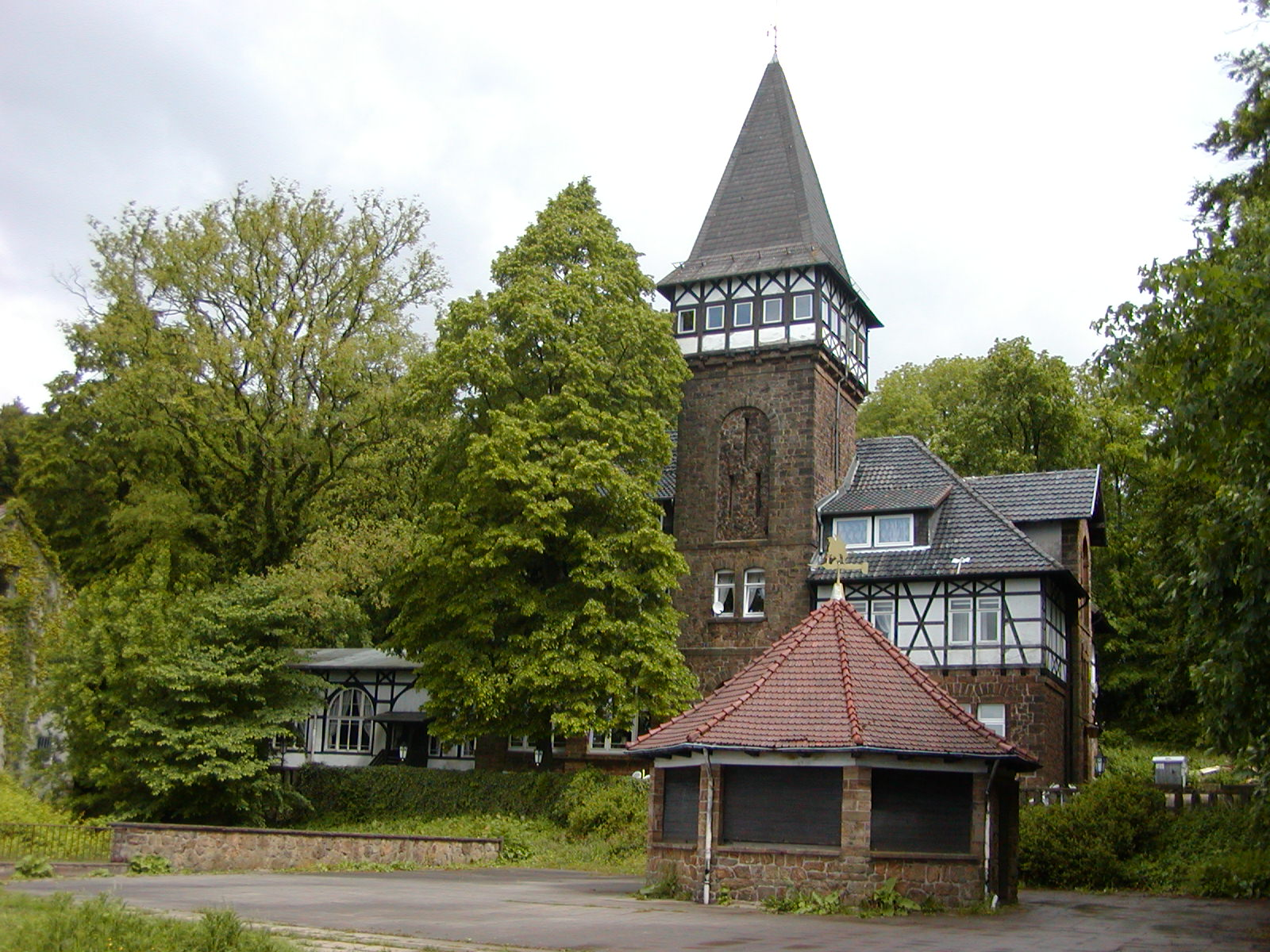
Wittekindsburg, 2006
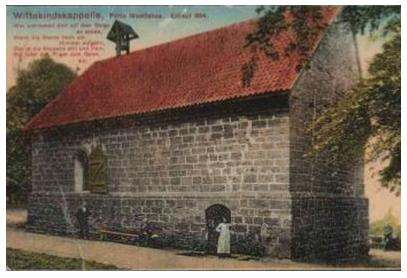
Margarethenklus (Margarethenkapelle, Wittekindskapelle), 1919 (Ansichtskarte)
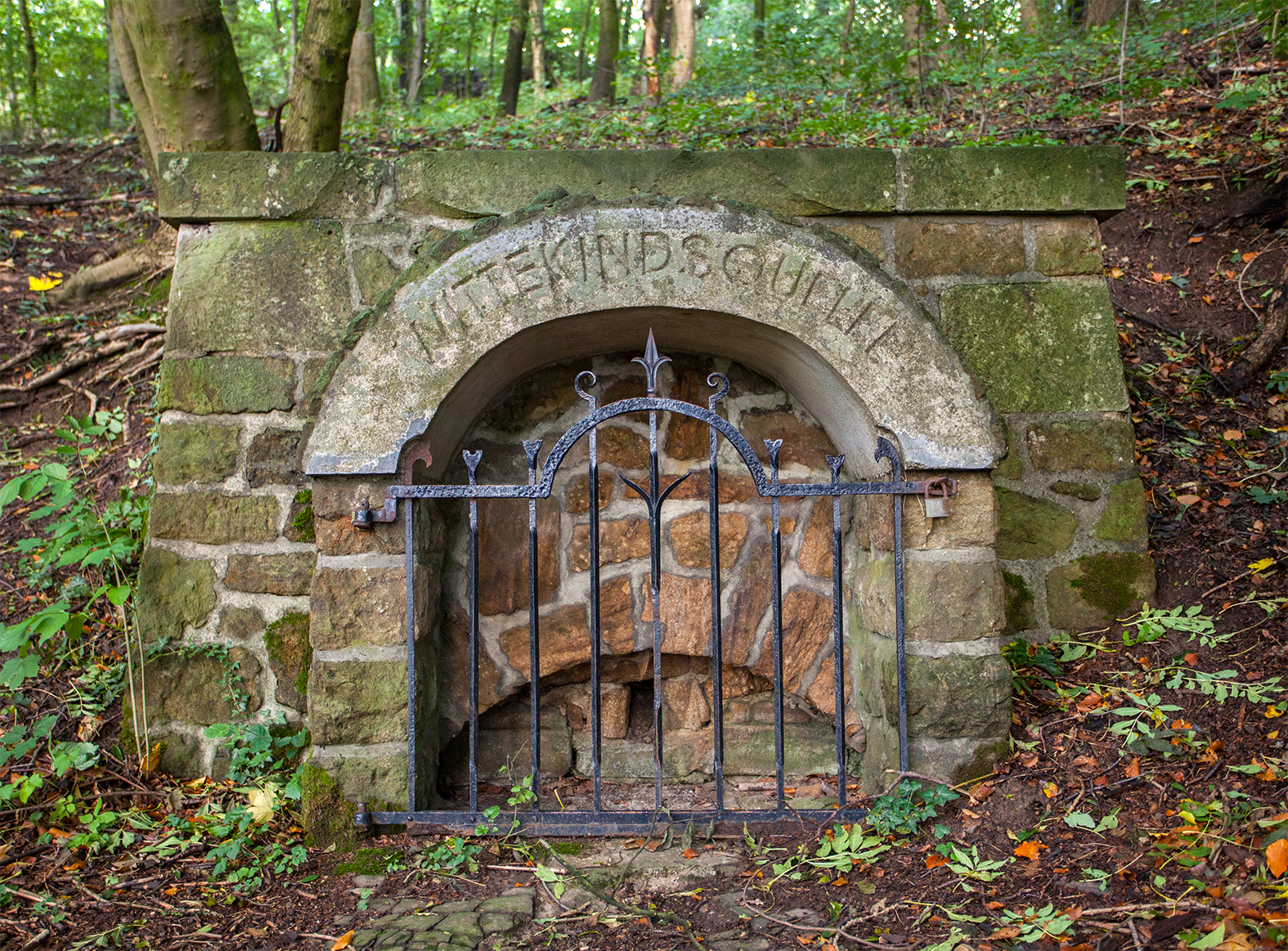
Wittekindsquelle
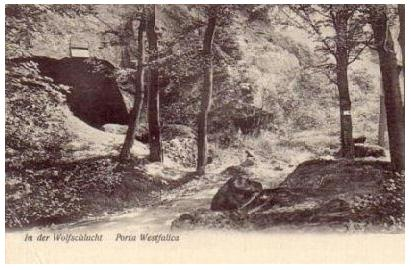
Wolfsschlucht, 1920 (Ansichtskarte)